# Esercizio aerobico

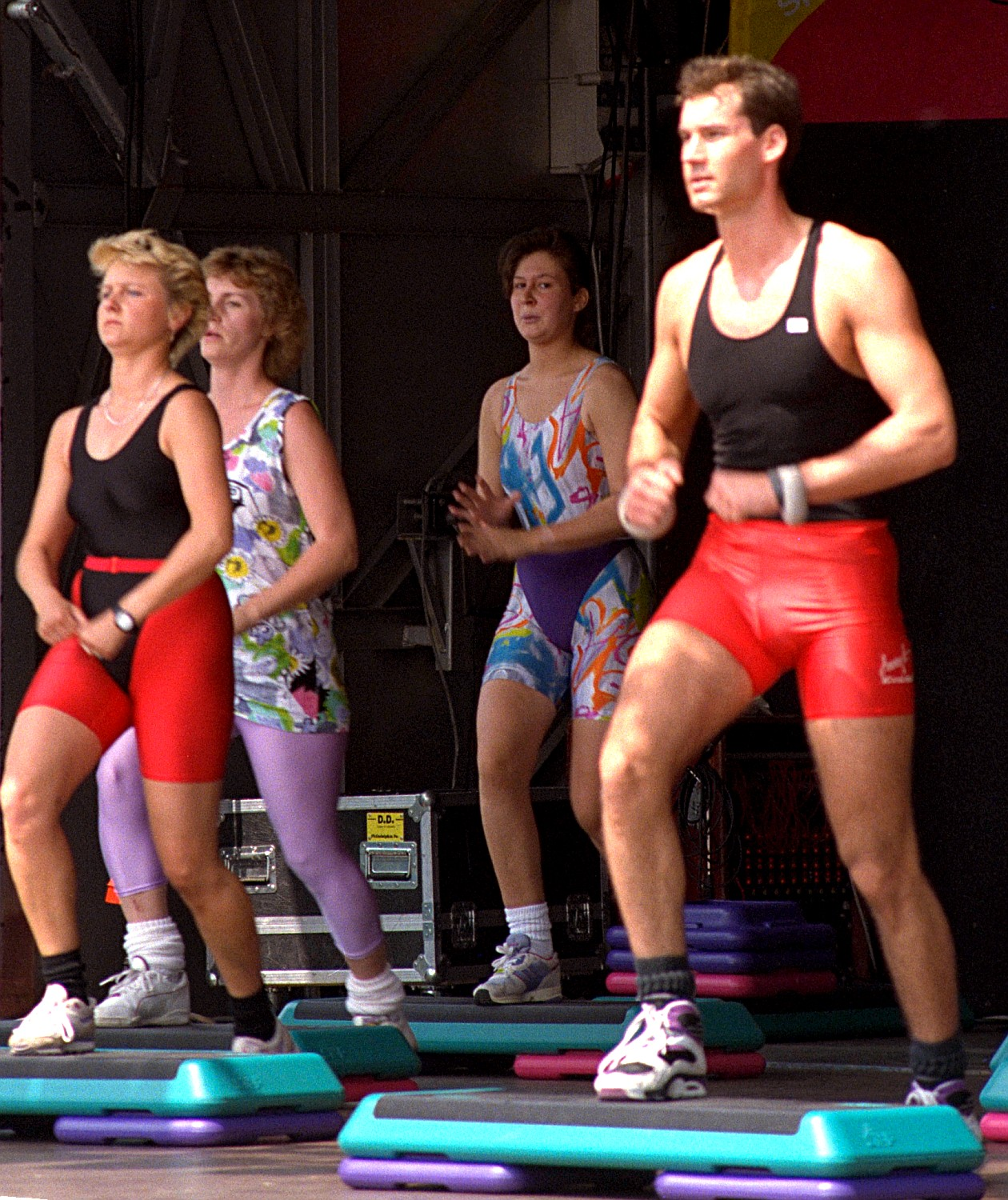
Allenamento aerobico

Nelle scienze motorie, un esercizio aerobico è un'attività ginnico-condizionale in cui l'ossigeno diventa parte determinante del processo di risintesi dell'ATP. Nell'ambito fitness, l'allenamento aerobico può essere definito come cardiofitness.
Attrezzi come lo step, la bike, video lezioni di aerobica latino-americana, afro-aerobic, combi e cardio-funk sono ormai pratiche consolidate per i clienti di un centro fitness.

## I fondamenti degli sport aerobici
L'aerobica per definizione è detta di resistenza: capacità da parte dell'organismo di svolgere un esercizio muscolare generalizzato, in condizioni aerobiche, il più a lungo possibile.
Il carburante energetico impiegato per compiere l'allenamento sono i glucidi e lipidi mediante processi biochimici che sfruttano l'ossigeno.
Occorre specificare, a scanso di equivoci, che nel mondo scientifico resistance training (allenamento di resistenza) è un termine in genere applicato all'allenamento anaerobico di resistenza con i pesi (denominato anche weight training o strenght training), e dove "allenamento di resistenza" si riferisce a un esercizio che utilizza delle resistenze o dei sovraccarichi. L'esercizio aerobico invece, in termini scientifici, viene denominato comunemente endurance o aerobic training, cioè allenamento di durata o aerobico, sebbene "endurance" possa essere tradotto anche come "di resistenza", dove appunto resistenza o durata si riferiscono invece all'esecuzione dell'esercizio per un tempo protratto, contrariamente agli sforzi anaerobici.
Sport che coinvolgono un tipo di metabolismo aerobico sono tutti quelli a sforzo prolungato, ad esempio ciclismo, podismo, step, triathlon.

### Biochimica
Fisiologicamente, un esercizio aerobico diventa tale quando le scorte di glicogeno muscolare non sono più sufficienti a consentire la ri-trasformazione dell'acido piruvico in ATP. Per questo motivo, un esercizio comincia a essere aerobico solo quando lo sforzo è prolungato per più di 3-4 minuti; un esercizio totalmente aerobico è uno sforzo prolungato per più di venti minuti circa.
Nella stessa unità di tempo s'impiega meno energia rispetto ad un esercizio anaerobico, ma essendo questi protratti per più tempo permette di consumare più energia.

### Doti aerobiche
I principali fattori che intervengono nel miglioramento dell'allenamento aerobico (endurance) sono i seguenti:
- adattamento e miglioramento dell'apparato cardiocircolatorio e respiratorio;
- adattamento e miglioramento del sistema di trasporto di O2 (ossigeno);
- aumento della capillarizzazione muscolare (irrorazione sanguigna);
- adattamento e miglioramento enzimatico e mitocondriale dei muscoli scheletrici;
- rendimento meccanico aumentato (capacità di coordinare con più naturalezza e meno fatica i movimenti);
- aumentata percezione dell'equilibrio corporeo.

## Effetti positivi dell'esercizio aerobico
- Migliora la forza e la resistenza muscolare;
- Favorisce l'aumento dell'elasticità muscolare e osteo-legamentosa;
- Sviluppa la coordinazione neuro-muscolare;
- Determina l'equilibrio del peso corporeo;
- Aumenta il volume dell'ippocampo attraverso la neurogenesi,[2] per cui i processi di memorizzazione a lungo termine di informazioni sono aiutati
- Aumentata energia da impiegare nell'arco della giornata;
- Migliora le condizioni di diabete[3];

## Storia
Nel contesto dell'attività fisica e ginnica, l'aggettivo "aerobico" fu introdotto nel 1968, grazie al titolo del libro del dottor Kenneth Cooper; l'opera fu il risultato di studi approfonditi sul rapporto tra l'ipocinesi (attività fisica notevolmente ridotta) e le malattie cardiovascolari, studi che furono stimolati da un rapido aumento di peso (20 kg) da lui stesso subito durante il dottorato in medicina all'interno dell'ambiente militare. Gli esercizi che l'autore pianificò per perdere il peso acquisito si basavano su un coinvolgimento del sistema di consumo energetico aerobico, applicati ai vari sport che necessitano di molto utilizzo di ossigeno: il nuoto, la corsa (jogging) e il ciclismo. Ognuno di questi esercizi, che doveva essere eseguito con un'intensità media per un periodo di tempo prolungato, provocava benefici all'organismo attraverso la tonificazione del sistema cardiovascolare, con un conseguente miglioramento del fisico (aumento della massa muscolare e diminuzione della massa grassa).
Cooper inventò un sistema di valutazione dell'allenamento, che venne diviso per punteggi e distribuito su una griglia settimanale. La somma dei punteggi ottenuti giorno per giorno determinava il livello di allenamento raggiunto sfruttando la capacità aerobica. Partì inizialmente solo dalla corsa (jogging) che dai suoi allievi venne a lungo andare ritenuta noiosa.
Jackie Sorensen, insegnante di ginnastica, colse così la palla al balzo: studiò i movimenti del jogging, li tramutò in passi e salti e li fece eseguire a tempo di musica; siamo negli anni settanta e nasce così la ginnastica aerobica, che dalla massa venne subito recepita come eccellente e divertente allenamento di tonificazione corporea e valido aiuto contro gli inestetismi tipici della figura femminile.
Alla fine degli anni ottanta, dopo la diffusione presso il grande pubblico dovuto a personaggi dello spettacolo, la ginnastica aerobica venne descritta sotto il profilo scientifico da organismi internazionali quali ACSM (American College of Sport Medicine), AFAA e associazioni professionali quali l'IDEA.

## Principi fondamentali dell'allenamento aerobico
Gli obiettivi su cui basare un sistema di allenamento aerobico sicuro ed efficace si basa sui seguenti principi fondamentali, che sono anche le basi per ottenere un generale stato di benessere fisico:
- frequenza: quante volte viene eseguito l'allenamento;
- durata: tempo dedicato all'allenamento;
- intensità: con quale grado di forza, energia, difficoltà.

Il corpo risponde aumentando la sua capacità di resistere allo sforzo, adattandosi all'aumento della domanda fisiologica (resistenza alla sete, alla fatica, allo stress dello sforzo, ecc). Ciò crea un effetto allenante (che non deve mai manifestare sensazioni di bruciore; si entra altrimenti nella soglia di produzione eccessiva di acido lattico, che determina la stimolazione di una continua contrazione muscolare, con il conseguente ritardo dell'effetto allenante. Si rischia di rovinare tutto il lavoro raggiunto, poiché a questo punto si possono certamente creare dei microtraumi alle fibre muscolari, causando, all'estremo, degli strappi).
- Composizione corporea ottimale: natura ed eredità delle proprie caratteristiche fisiche, come i valori sanguigni (es. frequenza cardiaca, VO2 max - volume di ossigeno massimo nel sangue -, ossatura, muscolatura, costituzione, ecc.).

Vi sono altri fattori che intervengono nel corso di questo tipo di allenamento: ad esempio, l'età, il sesso, l'alimentazione, il fumo, il caldo, il freddo.
Per un soggetto che fuma, il parametro della carbossiemoglobina varia mediamente da 0,3% a 5,6% (sul consumo di un pacchetto al giorno); questo fattore a lungo andare influenza radicalmente le capacità aerobiche.
Sono importanti anche la respirazione (come si respira e dove si respira), la temperatura e la posizione del corpo (spazi aperti, chiusi), l'alimentazione, il metabolismo muscolare (quanta energia consumano i muscoli in media, per la sopravvivenza) e i fattori ereditari.
Non vi è un'età limite per l'allenamento aerobico poiché esso riduce il degradamento naturale della funzionalità dei vari apparati, che invece la sedentarietà favorisce.

## L'aerobicaper il proprio fitness
La scelta della ginnastica aerobica da parte del praticante, come lavoro di tipo cardio-vascolare, dipende da due motivi principali:
- non richiede di raggiungere impianti specifici all'aria aperta (es. stadi di atletica leggera, piste di sci, piscine, percorsi ciclabili, ecc.);
- l'esecuzione del gesto motorio non deve necessariamente essere ciclico e ripetitivo (es. il passo nella corsa, la pedalata nel ciclismo ecc.), spingendo di meno il praticante ad annoiarsi, distrarsi e rinunciare così ad allenarsi.

In Italia, su 14 700 000 italiani che praticano attività sportiva di tipo continuativo e saltuario, la pratica sportiva più diffusa dopo il calcio è la frequenza ai centri fitness con circa 2 milioni e quattrocento mila praticanti.

### Principali metodi cardiofitness
- Interval training
  - Fartlek
  - High Intensity Interval Training (HIIT)
  - Allenamento a circuito e sue varianti
  - Power Aerobic Circuit (PAC)
  - Tabata training
  - Cardio Fit Training (CFT)
  - Peripheral Heart Action (PHA)
  - Anaerobic Aerobic System (AAS)
- Steady State Training
  - Aerobic Cardiofitness (AC)
  - Spot reduction (SR)

### Tipi di ginnastica aerobica: le lezioni
La lezione di aerobica, a seconda della tecnica impiegata si può classificare in Low impact, High impact, una combinazione delle due (Hi-Low impact) o nella sua evoluzione: l'Interval circuit training.
- A "corpo libero":
  - Lezione a basso impatto (low impact)
  - Lezione ad alto impatto (high impact)
  - Lezione combinata (hi-low impact)
  - Interval Circuit Training

- Con attrezzi:
  - Step;
  - Spinning;
  - Fitball;
  - Slide;
  - Tappeto rotante o meccanico.

#### Basso impatto (Low Impact)
La lezione a basso impatto è definita così perché prevede che un piede sia costantemente in appoggio sul pavimento durante l'esecuzione dei passi base.
In questo modo vi è un approccio antinfortunistico all'allenamento; infatti si riduce l'impatto al suolo tipico della corsa, del jogging e si evitano completamente eventuali possibili traumi cartilaginei (dischi intervertebrali, menischi, ecc) se non si è in grado di eseguire gli esercizi nel modo corretto (ciò dipende anche dalla capacità di coordinamento del proprio corpo e dal livello di sviluppo dei muscoli, che sostengono l'individuo).
Il soggetto non salta mai e quindi riduce lo stress muscolo-tendineo.
La lezione a basso impatto è adatta ai principianti, ai soggetti della terza età, ai soggetti obesi, in stato di gravidanza, e a coloro che hanno subito gravi infortuni.

#### Alto impatto (High Impact)
È considerato l'allenamento più rappresentativo nella storia dell'aerobica, vale a dire saltare per un tempo minimo di 20 minuti fino alla soglia massima di consumo d'ossigeno (VO2 max).
Si compone di passi d'aerobica con una fase aerea (saltelli eseguiti in diverse modalità).
Oggi l'aerobica High impact è stata sostituita con la lezione Combi (o aerobica combinata), ovvero mix tra basso e alto impatto.
Gran parte dei soggetti oltrepassavano, in pochi minuti, la zona allenante andando subito in acidosi lattacida (accumulo di acido lattico nei muscoli con conseguente sensazione di fatica muscolare e diminuzione e arresto della contrazione muscolare stessa) e non riuscivano a completare il lavoro in aerobiosi per un minimo di 20 minuti.
La lezione ad alto impatto si realizza solo se si è allenati e in grado di distribuire il carico dell'allenamento su tutti i gruppi muscolari, senza entrare immediatamente in acidosi.

#### Aerobica combinata (Hi-Low impact-Combi)
La lezione Combi unisce in modo fluido e dinamico i passi dell'alto e del basso impatto e da modo di mantenersi sempre all'interno della zona allenante (altrimenti si entra in fase anaerobica).
Alternare movimenti di diverso impatto riduce gli stress a carico delle articolazioni del piede e permette di coordinare meglio l'uso degli arti superiori e i movimenti del corpo nello spazio per una corretta risposta neuro-muscolare degli allievi, che apprendono con più rapidità la sequenza dei passi indicata dall'insegnante.
A seconda dell'uso dei brani musicali che si utilizzerà, la lezione si trasformerà in Latino-Americano, Cardio-Funk, Country ecc. Divertirsi, aumenta la soglia del dolore e permette di prolungare l'allenamento senza pensare troppo alla fatica.

#### Interval circuit training
È l'ultima evoluzione della Combi, ed è una lezione a circuito divisa in moduli di lavoro della durata di tre minuti più un minuto di recupero attivo (es. marcia sul posto) tra l'uno e l'altro, secondo i canoni dell'interval training tipico dell'atletica leggera; ad esempio è presente la corsa, mischiata a esercizi di potenziamento muscolare per l'addome, per i glutei o per le spalle.
Il recupero attivo varia fino a 3 minuti (es. 3:1 oppure 3:3).
L'obiettivo di questo tipo di allenamento (alternare l'alto impatto con recupero in basso impatto) è quello di sollecitare la soglia anaerobica a una sopportazione più alta di lattato, mentre utilizzando il condizionamento muscolare come recupero attivo si dà modo alle cellule muscolari di assicurarsi sempre una buona quota di ossigeno per il metabolismo cellulare.